# Stanisław Przerembel
Stanisław Przerembel (ur. w 1939, zm. 14 marca 2019) – polski specjalista w zakresie elektrotechniki, dr hab. inż.

## Życiorys
16 czerwca 1969 uzyskał doktorat za pracę pt. Algebraiczna metoda analizy układów napędowych pojazdów prądu stałego, a 15 kwietnia 1991 uzyskał stopień doktora habilitowanego w zakresie nauk technicznych na podstawie rozprawy zatytułowanej Oszczędzanie i racjonalizacja zużycia energii w systemie kolejowego ruchu podmiejskiego. 
Pracował na stanowisku profesora w Wyższej Szkole Technicznej i Ekonomicznej w Warszawie, w Zakładzie Eksploatacji Systemów Trakcyjnych i Wyposażeń Elektrycznych w Transporcie na Wydziale Transportu Politechniki Warszawskiej oraz w Instytucie Systemów Transportowych i Elektrotechniki na Wydziale Transportu i Elektrotechniki Politechniki Radomskiej im. Kazimierza Pułaskiego.